# Kirsikka Räisänen
Kirsikka Räisänen es una deportista finlandesa que compite en vela en la clase Tornado. Ganó una medalla de bronce en el Campeonato Mundial de Tornado de 2022.

## Palmarés internacional
| Campeonato Mundial | Campeonato Mundial        | Campeonato Mundial | Campeonato Mundial |
| Año                | Lugar                     | Medalla            | Clase              |
| ------------------ | ------------------------- | ------------------ | ------------------ |
| 2022               | La Grande-Motte (Francia) | Medalla de bronce  | Tornado            |